# Manau (musikgrupp)
Manau är en rappgrupp från Paris som är kända för att blanda modern rapp med traditionella keltiska melodier. Gruppen bildades 1998 av Martial Tricoche, Cédric Soubiron och Hervé Lardic som sedermera kom att ersättas av Grégor Gandon. Även om gruppen är parisisk har samtliga medlemmar rötter i Bretagne. Gruppnamnet är ett gammalt gaeliskt namn för ön Man.

## Diskografi

### Singlar
- 1998 - La Tribu de Dana
- 1998 - Mais qui est la belette ?

### Album
- 1998 - Panique celtique
- 2000 - Fest Noz de Paname
- 2005 - On Peut Tous Rêver